# Alléparken
Alléparken är en plats i stadsdelen Äppelviken i Västerort inom Stockholms kommun, belägen där gatan Västerled möter Alviksvägen. Namnet fastställdes 1932, trots att den närliggande Allévägen inte når fram hit. Namnet beskrevs av författaren Gösta Langenfelt år 1944 som "ett monstrum, därför att det inte finns någon park och inte någon allé där". Senare har det faktiskt utretts att det fanns en allé, varav några träd står kvar, och att denna allé gick till torpet Asplund, ett sommarnöje förvandlat till torp. På Topografiska kårens karta 1845 finns denna allé markerad. Innan de moderna husen byggdes fanns således torpet Asplund på platsen för nuvarande fastighet Västerled nr 6 i kvarteret Ärilen. Torpet hörde under Ulvsunda slott fram till 1812. Det var ett dagsverkstorp redan 1743 och revs i mitten av 1800-talet. Det finns lämningar efter torpet vid Västerled 6. Lämningarna är i form av en stentrappa och två grindstolpar. Asplunds lada var kvar till omkring 1922 nära nuvarande Stavgårdsgatan. Området vid Alléparken blev färdigt omkring 1920, det byggdes flerfamiljshus med butiker i bottenvåningen. Vid Alléparken ligger en bokhandel, ett konditori, en frisör och ett antal restauranger.

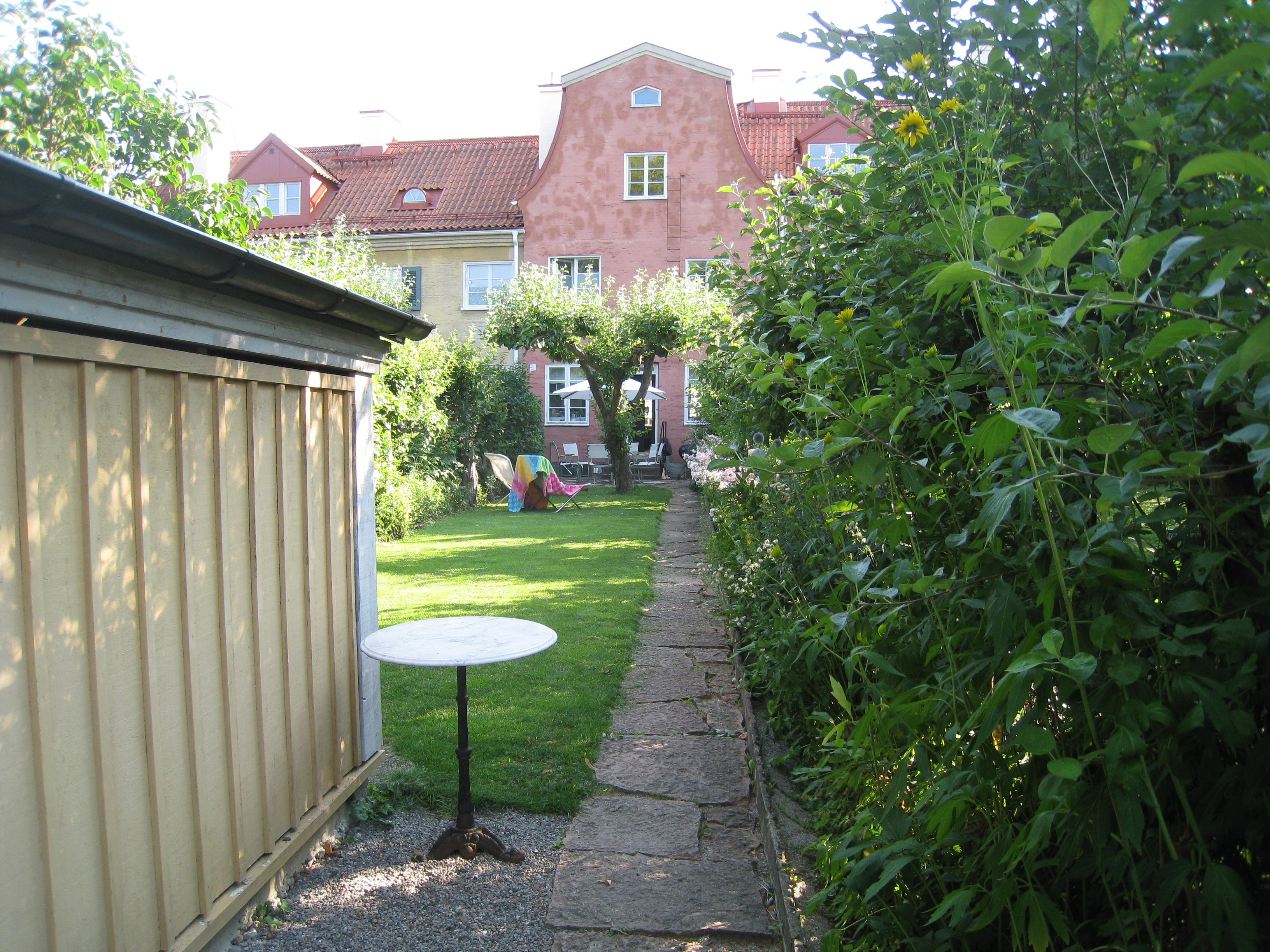
Radhus i kvarteret Drivbänken med grönskande trädgård.

På ena sidan av spårvagnsspåren för 12:an gränsar "de engelska radhusen" i kvarteret Drivbänken. Radhusen byggdes 1919-1920 och ritades av arkitekt Gunnar Wetterling. Som experiment byggdes de 43 bostadsrättsradhusen. Husen har röda och gula slammade murar, här och där förhöjda med ett framskjutande gavelparti. De är placerade så att de individuella trädgårdarna bildar en stor grönskande oas mitt i kvarteret. Radhusens bottenvåning har ett litet kök och vardagsrum och i övervåningen finns två små rum. På var och en av de smala tomterna planterades på gården ett fruktträd och framför husen planerades rönnar.
Villorna kom dock att helt dominera byggandet vid Alléparken på 1920-talet, radhusen var ännu svårsålda. Byggnadsbestämmelserna föreskrev sex meters bredd mellan hus och gata, vilket var ett problem i början. Det gjorde att huset hamnade mitt på små tomter, till exempel på Stenhuggarvägen i Äppelviken från 1920-1921. Den engelske trädgårdsarkitekten Raymond Unwin förespråkade att husen skulle placeras vid gatan istället och då kom en ändring tillstånd. Stavgårdsgatan är ett exempel på detta. Mot gatan ligger ofta långsidan och entrén vid kortsidan eller mot gården. På allmänningen mellan gata och tomt lades ibland ett smalt grönstråk.
Nockebybanan har här en spårvagnshållplats. Hållplatsen är speciell genom att där finns ett spårkryss, där banan övergår från högertrafik till vänstertrafik. Detta för att smidigare ansluta till tunnelbanan (som tillämpar vänstertrafik) i Alvik.

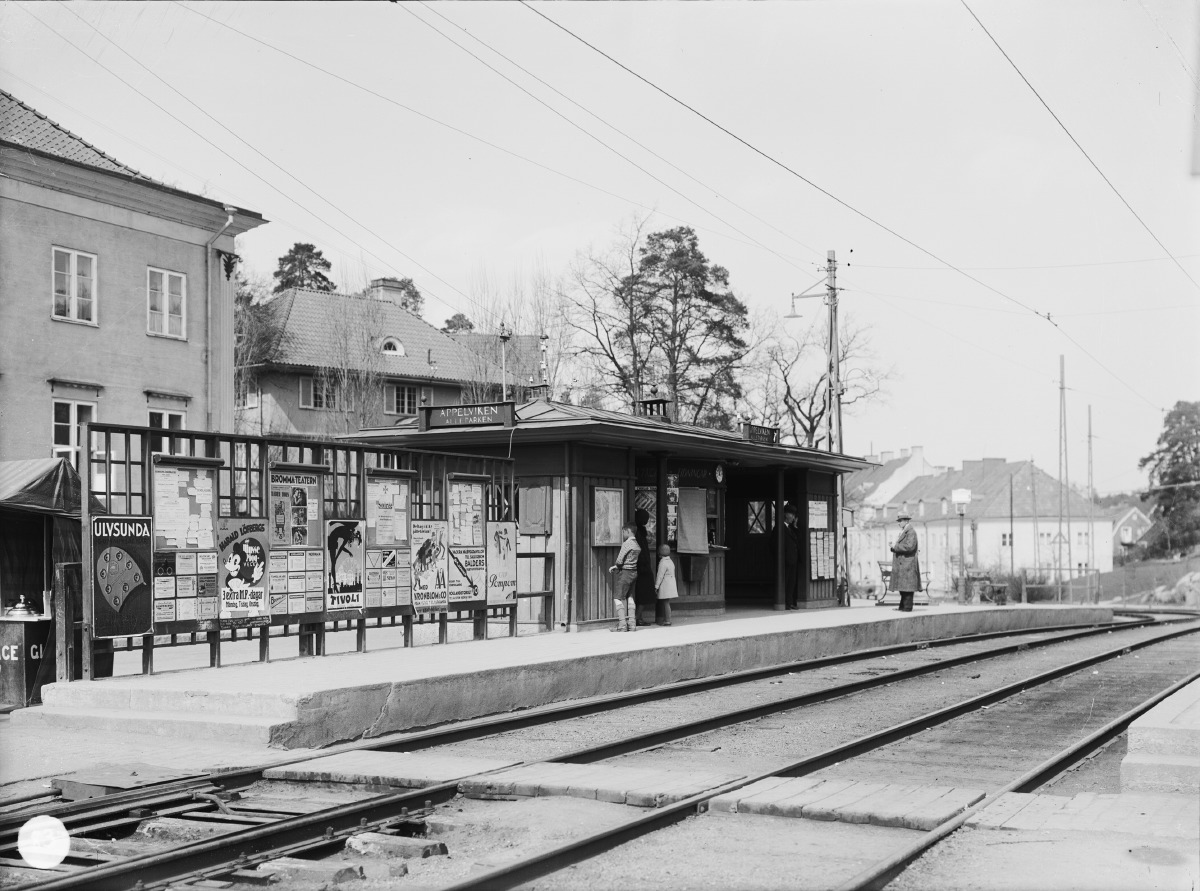
Alléparken, spårvagnshållplats, foto 1931.
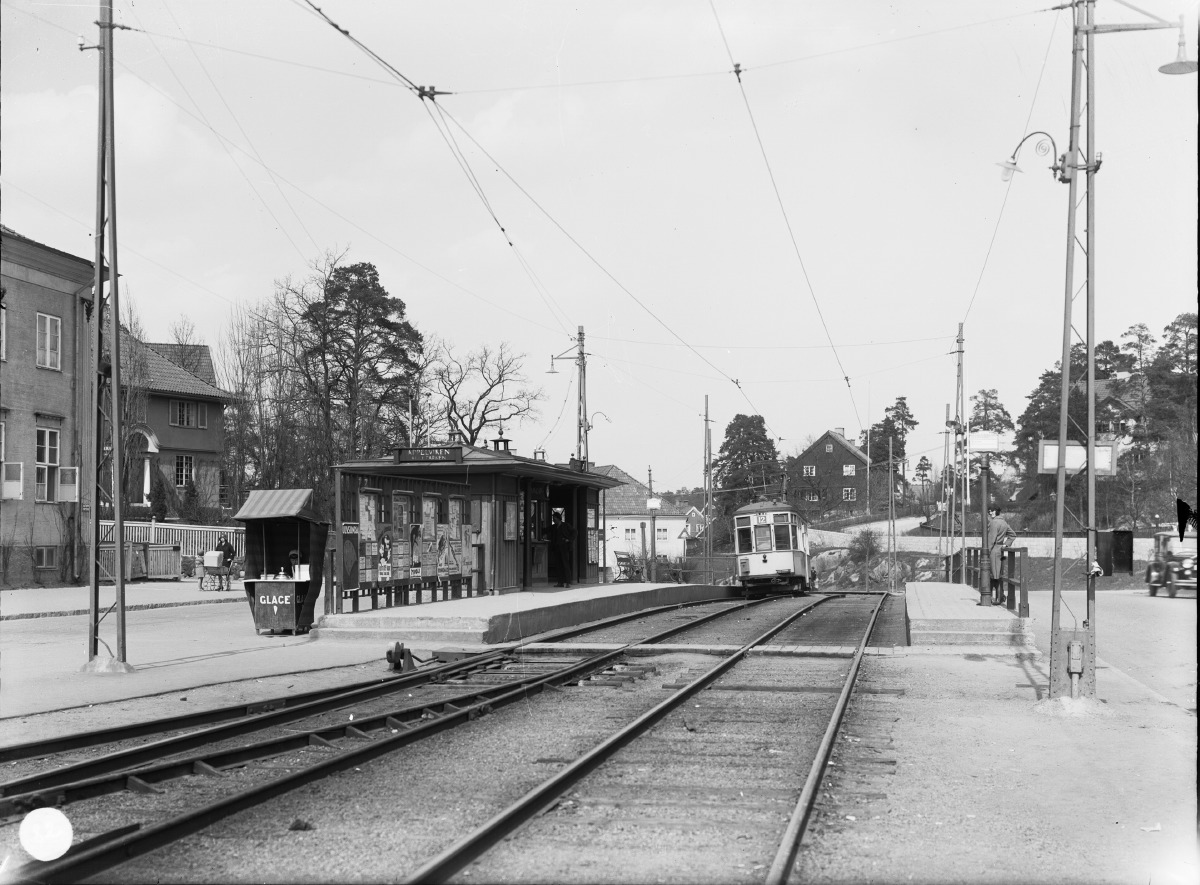
Alléparkens spårvagnshållplats, foto 1931. Spårvagnen är på väg mot Alvik.
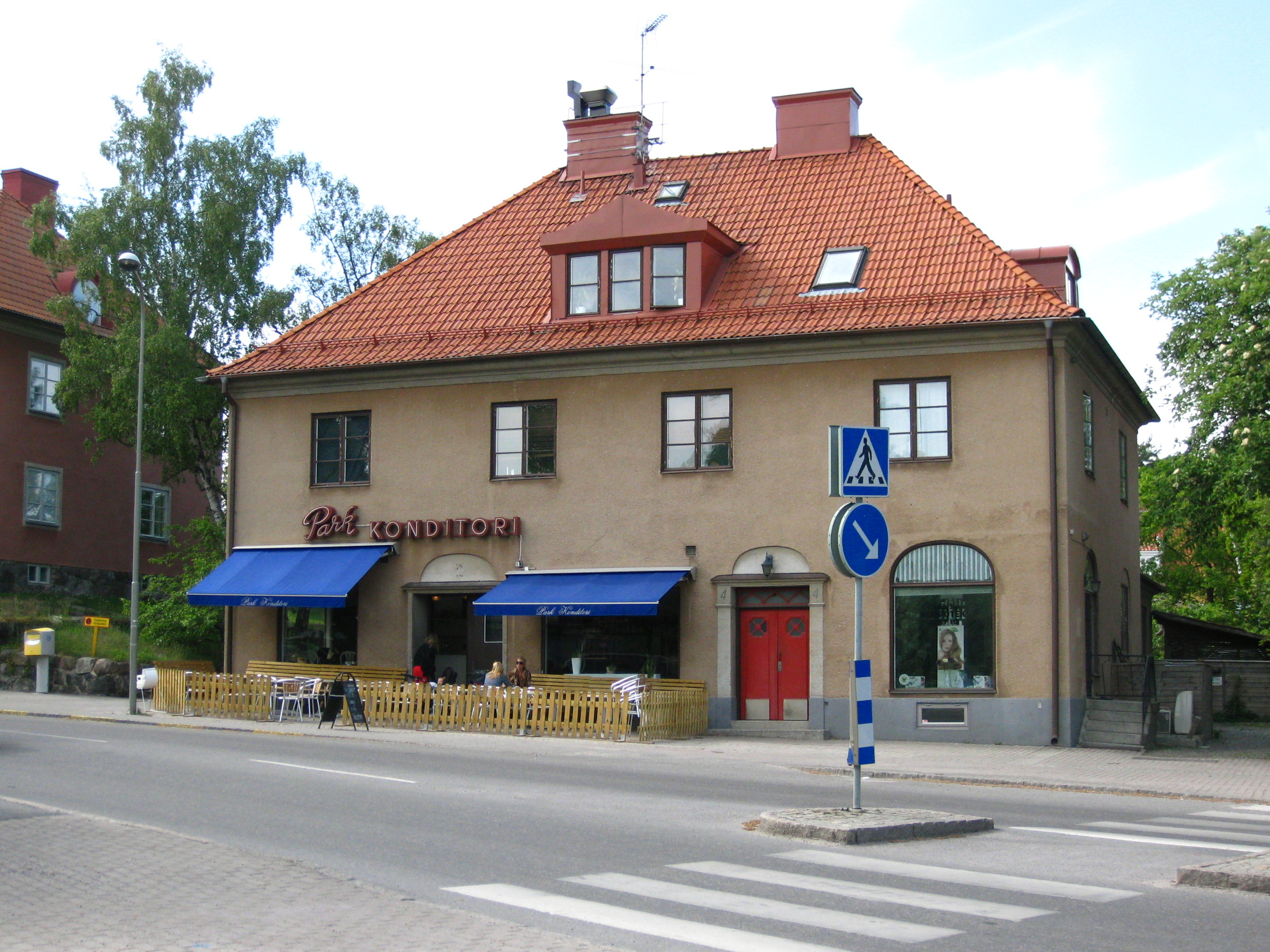
Park konditori vid Alléparken.
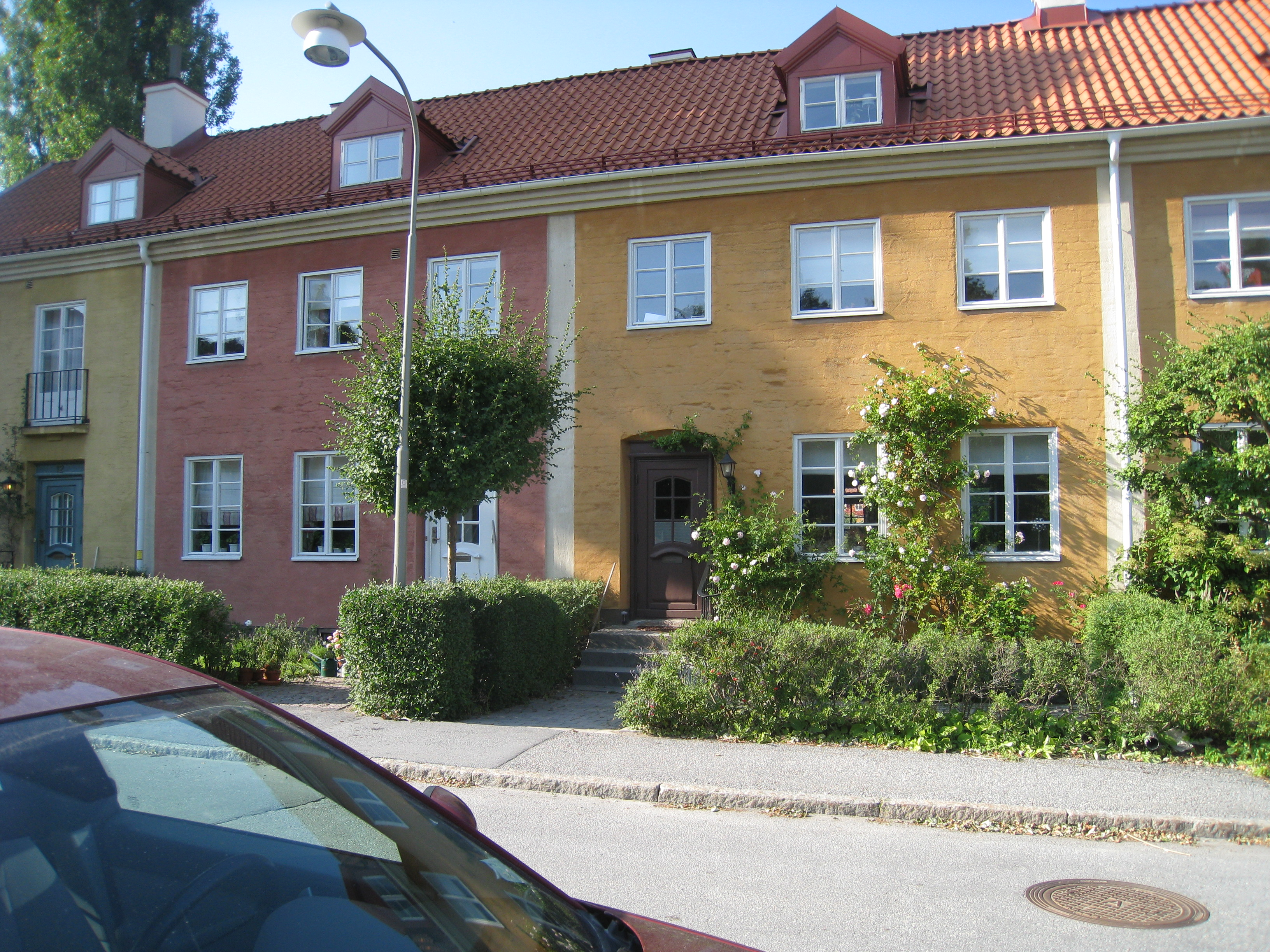
Kvarteret Drivbänken vid Alviksvägen i Alléparken.